# Pour un monde plus humain

Pour un monde plus humain est un film belge de long métrage réalisé par Jean-Marie Piquint en 1975.
Commande du ministère de la communauté Wallonie-Bruxelles, ce documentaire de long métrage est destiné à illustrer un plan de politique culturelle imaginé en 1967 par le ministre Pierre Wigny, avec le concours de divers consultants parmi lesquels Marcel Hicter, un haut fonctionnaire du service de la jeunesse et des loisirs au ministère de l'éducation nationale et de la culture.
Le film a été réalisé en sept ans, au fur et à mesure de l'installation des institutions créées par le plan. Il se réfère, pour commencer, à des pratiques culturelles traditionnelles comme la poésie populaire, le folklore et la muséographie. Ensuite, sont présentées diverses réalisations déjà achevées à l'époque ou en cours de développement, parfois greffées sur des situations déjà existantes, telles que maisons de la culture, bibliothèques publiques décentralisées, bibliobus et discobus, salles polyvalentes du scénographe Frank Lucas, théâtre décentralisé, stages de formation d'animateurs, animation culturelle en milieu rural, sauvegarde des sites. C'est Henry Ingberg, secrétaire général du ministère de la Communauté Wallonie-Bruxelles qui, en fin de film, fait la présentation générale des activités culturelles, son image s'insérant dans les schémas d'une animation graphique. En 2012, le film est cité, lors de l'Année active de la société intergénérationnelle (Espagne), comme représentatif de l'esprit d'une époque et encore d'actualité au début du XXIe siècle.